# Ibrahima Bangoura
Pour les articles homonymes, voir Bangoura.
Ibrahima Sokary Bangoura, né le 8 décembre 1982 à Conakry, est un footballeur international guinéen évoluant au poste d'ailier.

## Biographie
Formé à l'Atlético de Conakry, il rejoint la France en allant au FC Istres. Il joue ensuite à l'ES Troyes AC et l'ES Wasquehal avant de revenir dans l'Aube. Malgré des statistiques en demi-teinte, cet avant fait le bonheur du club français en L2.
Ibrahima Bangoura participe à la Coupe d'Afrique des nations de football 2006 où son équipe se fait sortir de la compétition en quart de finale.
En janvier 2009, il signe pour 2 ans et demi avec le club de Denizlispor.
| Année             | Club            | Pays    |
| ----------------- | --------------- | ------- |
| 1999              | Atlético Coléah | Guinée  |
| 2000              | Atlético Coléah | Guinée  |
| 2000-01           | FC Istres       | France  |
| 2001-02           | FC Istres       | France  |
| 2001-02           | ES Troyes AC    | France  |
| 2002-03           | ES Troyes AC    | France  |
| 2002-03           | ES Wasquehal    | France  |
| 2003-jan 09       | ES Troyes AC    | France  |
| janvier 2009-.... | Denizlispor     | Turquie |

## Statistiques
- 1 match en Coupe Intertoto
- 50 matchs et 3 buts en Ligue 1
- 85 matchs et 6 buts en Ligue 2
- 11 matchs en National
- 38 matchs et 3 buts en 1re division turque